# 索菲·安東妮 (不倫瑞克-沃爾芬比特爾)
索菲·安東妮（德語：Sophie Antoinette，1724年1月13日—1802年5月17日），薩克森-科堡-薩爾費爾德公爵夫人，不倫瑞克-沃爾芬比特爾公爵斐迪南·阿爾布雷希特二世的女兒。

## 家庭
1749年，索菲·安東妮與薩克森-科堡-薩爾費爾德的恩斯特·腓特烈結婚，兩人共有2子1女：
1. 法蘭茲（1750年—1806年）
2. 卡羅琳（1753年—1829年）
3. 路德維希（1755年—1806年）